# Mobi-E
A MOBI.E, S.A. é uma empresa pública desde 2015 e, desde esse momento, foi designada como Entidade Gestora da Rede de Mobilidade Elétrica (EGME), sendo atualmente responsável pela gestão e monitorização da rede Mobi.E.
Enquanto instrumento público, a MOBI.E, S.A. assume também o papel de dinamizador e facilitador do processo de transição para a mobilidade sustentável em Portugal, tendo até ao momento sido responsável pela implementação da rede piloto de postos de carregamento para a mobilidade elétrica, a qual contribui para um futuro mais sustentável e ajuda a alcançar os objetivos definidos para a descarbonização:
·      Plano Nacional Energia e Clima 2030 projeta para o setor da mobilidade e transportes uma redução de emissão de gases de efeito de estufa de 55%;
·      Roteiro para a Neutralidade Carbónica define que o setor da mobilidade e transportes seja neutro em termos de emissões em 2050.
A rede Mobi.E resultou de um projeto piloto iniciado em 2010, tendo a MOBI.E, S.A. assegurado o seu funcionamento, durante o denominado período transitório, e ajudado a criar um mercado que conta hoje com mais de 20 Comercializadores de Eletricidade para a Mobilidade Elétrica (CEME) e 55 Operadores de Postos de Carregamento (OPC).
Portugal tem um modelo de mobilidade elétrica (modelo Mobi.E) com características únicas:
·       centra-se no utilizador (UVE), uma vez que com um contrato com um CEME o utilizador tem acesso a toda a Rede Mobi.E, independentemente do OPC do posto;
·       está integrado com o setor elétrico, o que permite aos UVE utilizarem a rede Mobi.E tanto em casa como na rua;

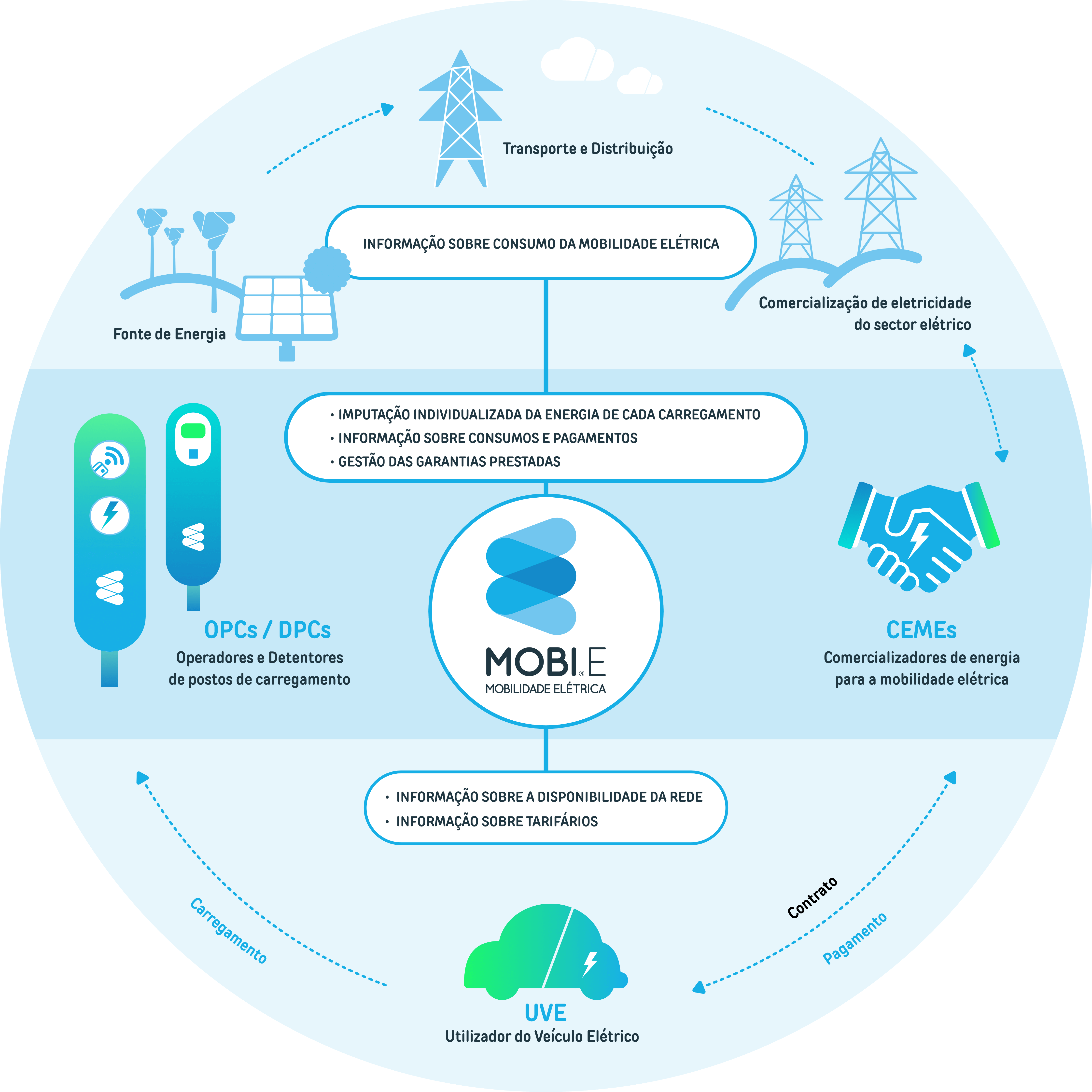
Diagrama da rede Mobi.E

·       promove a concorrência nas atividades de venda de eletricidade e de operação de postos de carregamento.